# Viktor Näslund
Viktor Näslund, född 1 juli 1992 i Jönköping, är en svensk ishockeyspelare som spelar för Västerviks IK i Hockeyallsvenskan, på lån från HC Dalen.
Näslund tillhörde Småland under TV-Pucken säsongen 2008/2009, där han producerade 4 poäng på 8 matcher och en plus/minus-statistik på +14.